# DBA (compagnia aerea)
DBA Luftfahrt GmbH, fondata come Delta Air e precedentemente denominata Deutsche BA, era una compagnia aerea a basso costo con sede nell'aeroporto di Monaco in un edificio del comune di Hallbergmoos, in Germania. Operava servizi di linea regionali e internazionali, oltre a voli charter per tour operator in Europa e Nord Africa.
È stata acquisita da Air Berlin nell'agosto 2006 quando operava come dba, ma continuò a operare in modo indipendente, commercializzata come Air Berlin (powered by dba) fino a quando non fu sciolta dalla sua società madre Air Berlin il 30 novembre 2008.

## Storia

### Fondaziona da parte di British Airways
La compagnia aerea venne fondata nel marzo 1992 ed iniziò ad operare nel giugno dello stesso anno. La sua fondazione era una conseguenza di quando British Airways (BA) acquistò il 49% delle azioni di Delta Air, una compagnia aerea regionale con sede a Friedrichshafen, e ribattezzata Deutsche BA. Nell'aprile 1998, dopo la liberalizzazione del mercato del traffico aereo europeo, la British acquistò le restanti quote. Carl Michel fu nominato CEO e razionalizzò la flotta in modo che fosse composta interamente da 18 Boeing 737-300 e abbandonando le rotte secondarie, inclusi quei servizi operati con Saab 2000 e altri tipi di aeromobili a turboelica e concentrandosi sulle rotte interne tedesche e servizi in direzione di Gatwick.

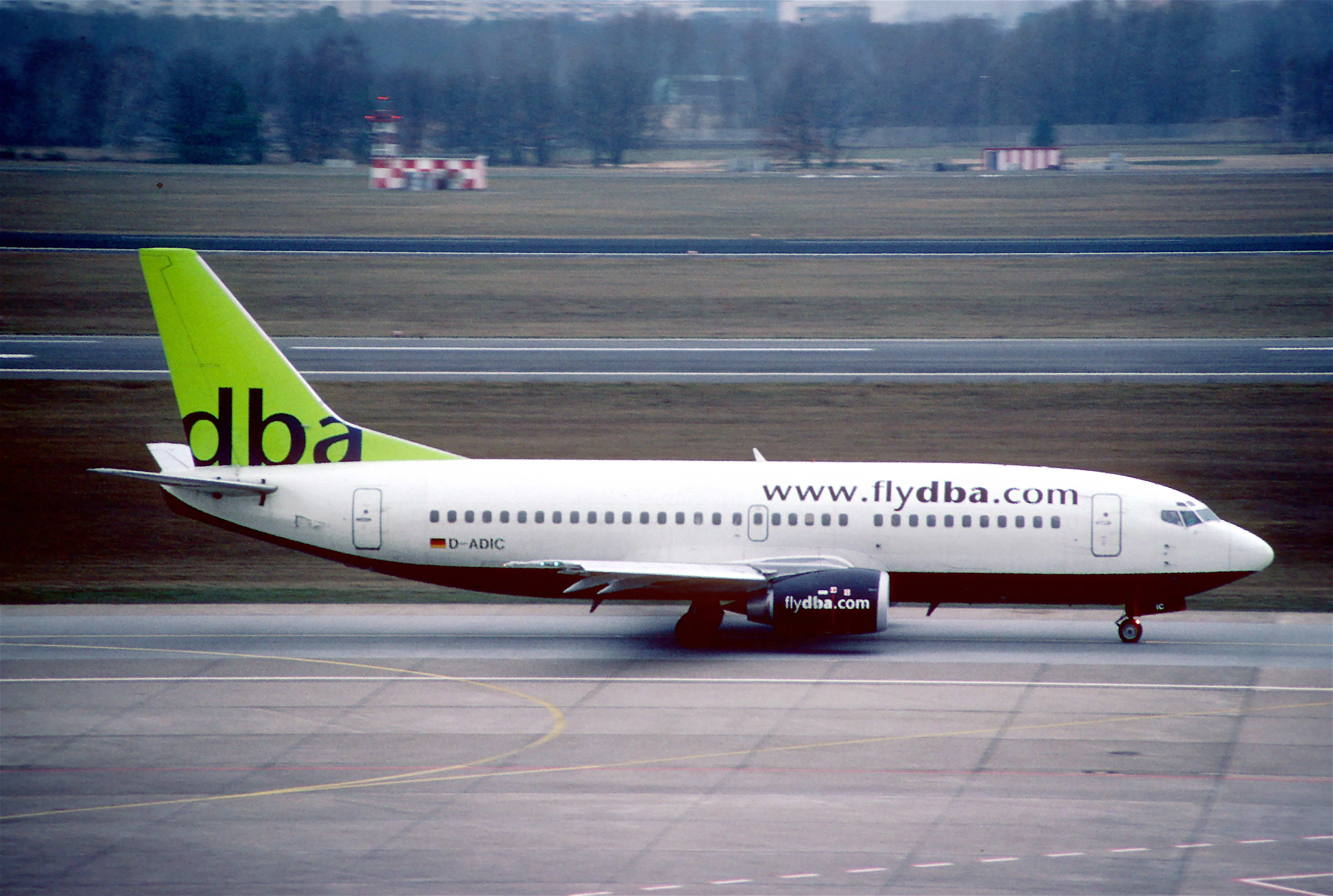
Un Boeing 737, che costituì l'ossatura della sua flotta negli ultimi anni.

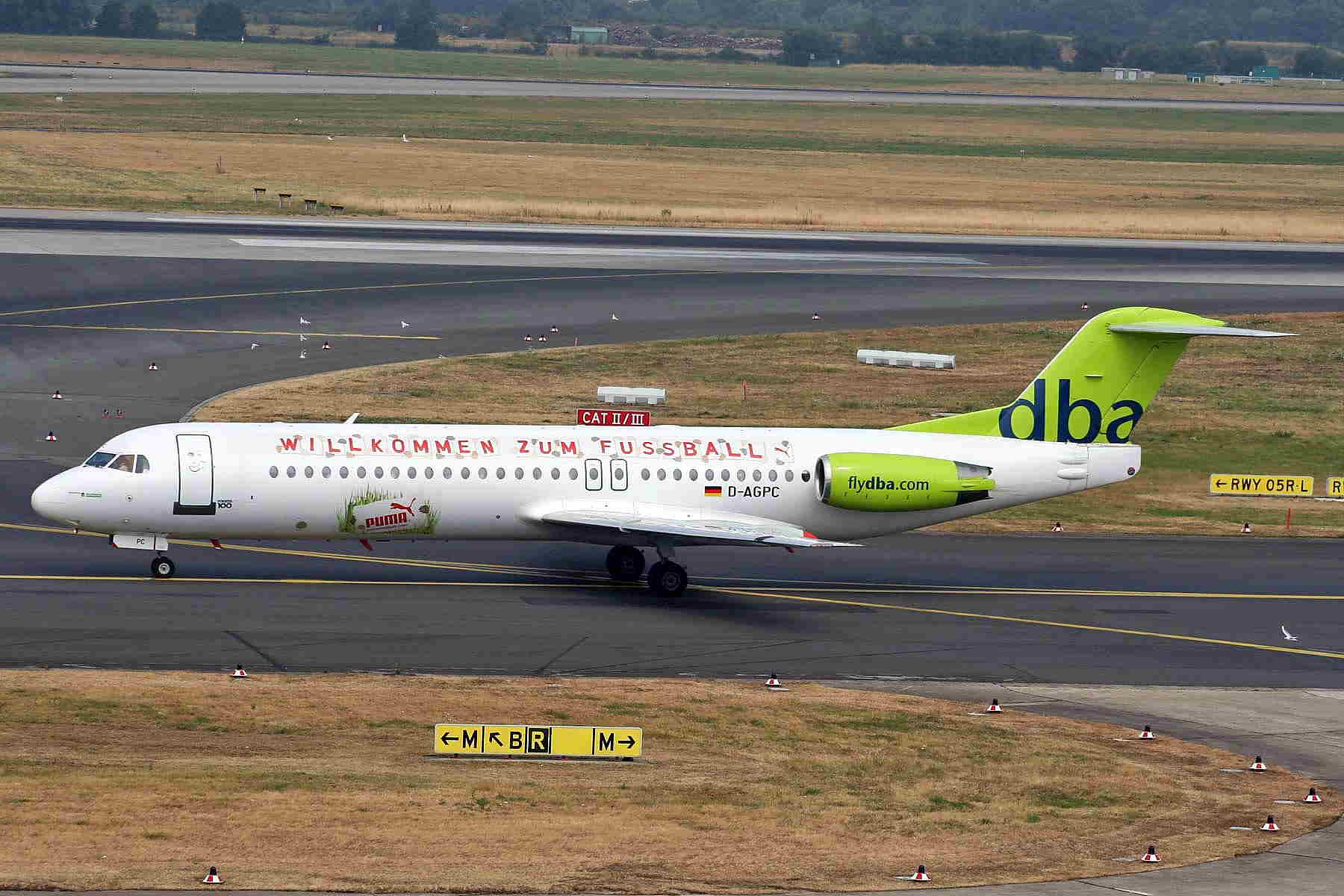
Uno dei Fokker 100 rigorosamente in noleggio

Le prime indicazioni di un cambiamento da parte della British nei confronti della divisione tedesca si manifestarono nel 2001, momento in cui Deutsche BA aveva accumulato perdite per oltre 15 milioni di sterline.

### Prima vendita e fusioni programmate
Nel giugno 2003 la British Airways annunciò l'intenzione di vendere Deutsche BA alla Intro Verwaltungsgesellschaft per una somma simbolica di 1 euro. Inoltre BA avrebbe investito 25 milioni di sterline nella compagnia aerea e garantito la sua flotta di 16 Boeing 737 per un anno. In cambio la British avrebbe ricevuto il 25% dei profitti o dei proventi da una vendita fino a giugno 2006. Deutsche BA iniziò ad essere conosciuta semplicemente con le iniziali (pure miniuscole!) dba.

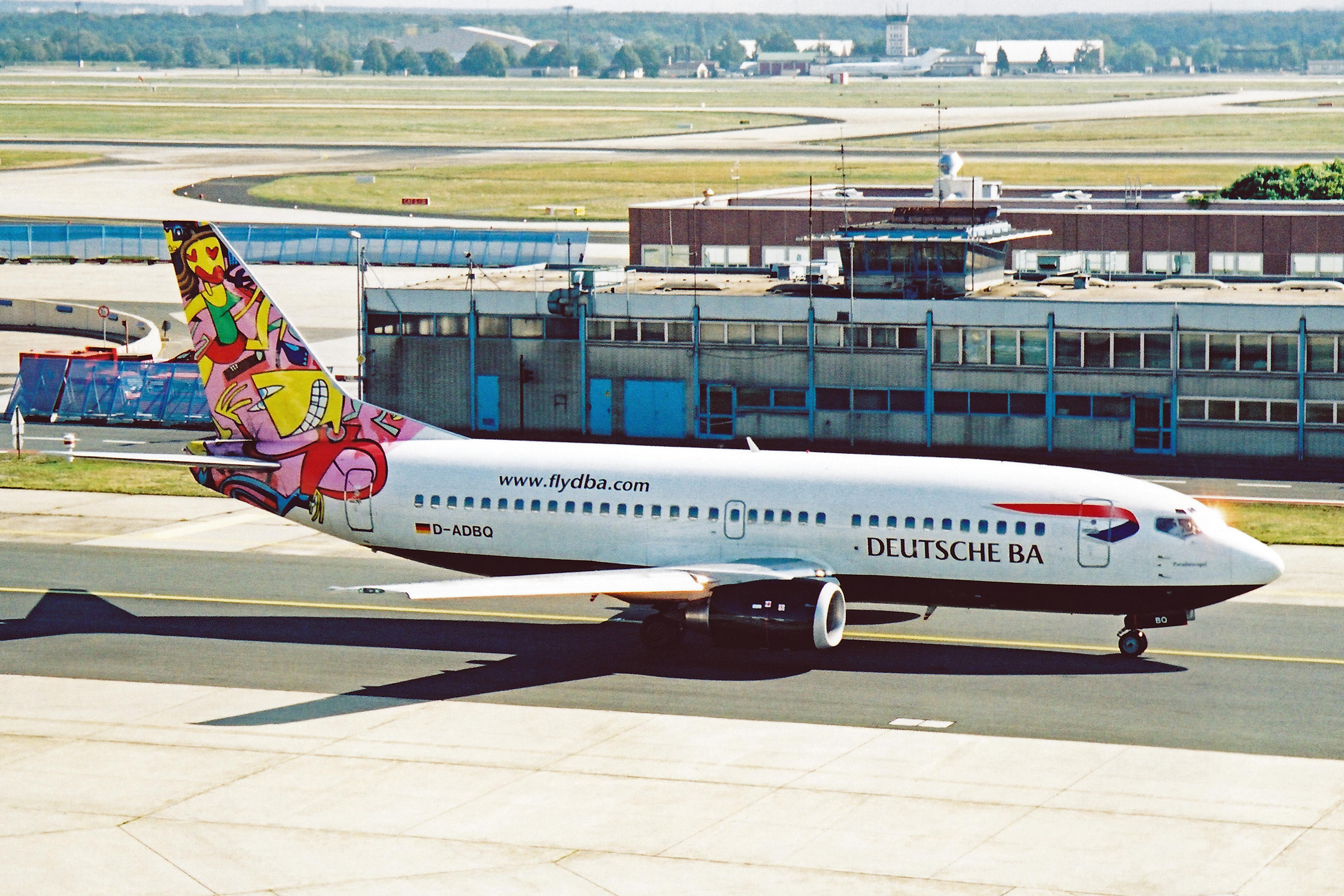
Boeing 737 con le scritte Deutsche BA e la variopinta coda

Il 16 aprile 2004 concede in leasing uno dei suoi Boeing 737, D-ADBQ, alla compagnia low-coast cipriota Helios Airways, che l'avrebbe reimmatricolato 5B-DBY e soprannominato Olympia. Questo particolare aereo, l'anno dopo, sarebbe divenuto tristemente noto come il protagonista di uno dei peggiori disastri aerei del 2005 a causa di una serie di fraintendimenti e negligenze da parte dell'equipaggio e dei tecnici della manutenzione.
Nel marzo 2005 dba comunicò l'intenzione di acquisire la compagnia aerea rivale Germania Express (gexx), che stava diventando la terza compagnia aerea tedesca dopo Lufthansa e Air Berlin. Il marchio gexx fu gradualmente eliminato, insieme all'aereo Fokker 100 di cui dba assunse in proprio il noleggio. In realtà avvenne il contrario e Germania Flug assunse legalmente la proprietà di dba il 28 marzo.
Nell'anno fiscale conclusosi il 31 marzo 2005, dba annuncia il suo primo profitto dalla creazione nel 1992, compreso tra 1 milione e 2 milioni di euro in vendite di circa 265 milioni di euro. 3 milioni di passeggeri volarono a bordo di aeromobili dba nell'anno conclusosi a marzo 2005. La compagnia aerea era di proprietà della Intro Verwaltungsgesellschaft per l'80%, mentre Martin Gauss e Peter Wojahn detenevano il restante 20%, e a gennaio 2005 aveva 660 dipendenti.
Il 17 febbraio 2006 dba comunicava l'acquisto del 60% di LTU International. Hans-Rudolf Wöhrl, il proprietario di maggioranza della dba, pianificava di collegare le operazioni di LTU e dba, con quest'ultima che effettuava voli interni in Germania, mentre LTU si sarebbe occupata delle destinazioni internazionali. Ciò avrebbe consentito a LTU di aumentare i suoi servizi a lungo raggio fornendo servizi di trasporto a Monaco di Baviera e Düsseldorf. L'amministratore delegato della LTU Jürgen Marbach acquisì una partecipazione del 24% del vettore.

### Vendita ad Air Berlin

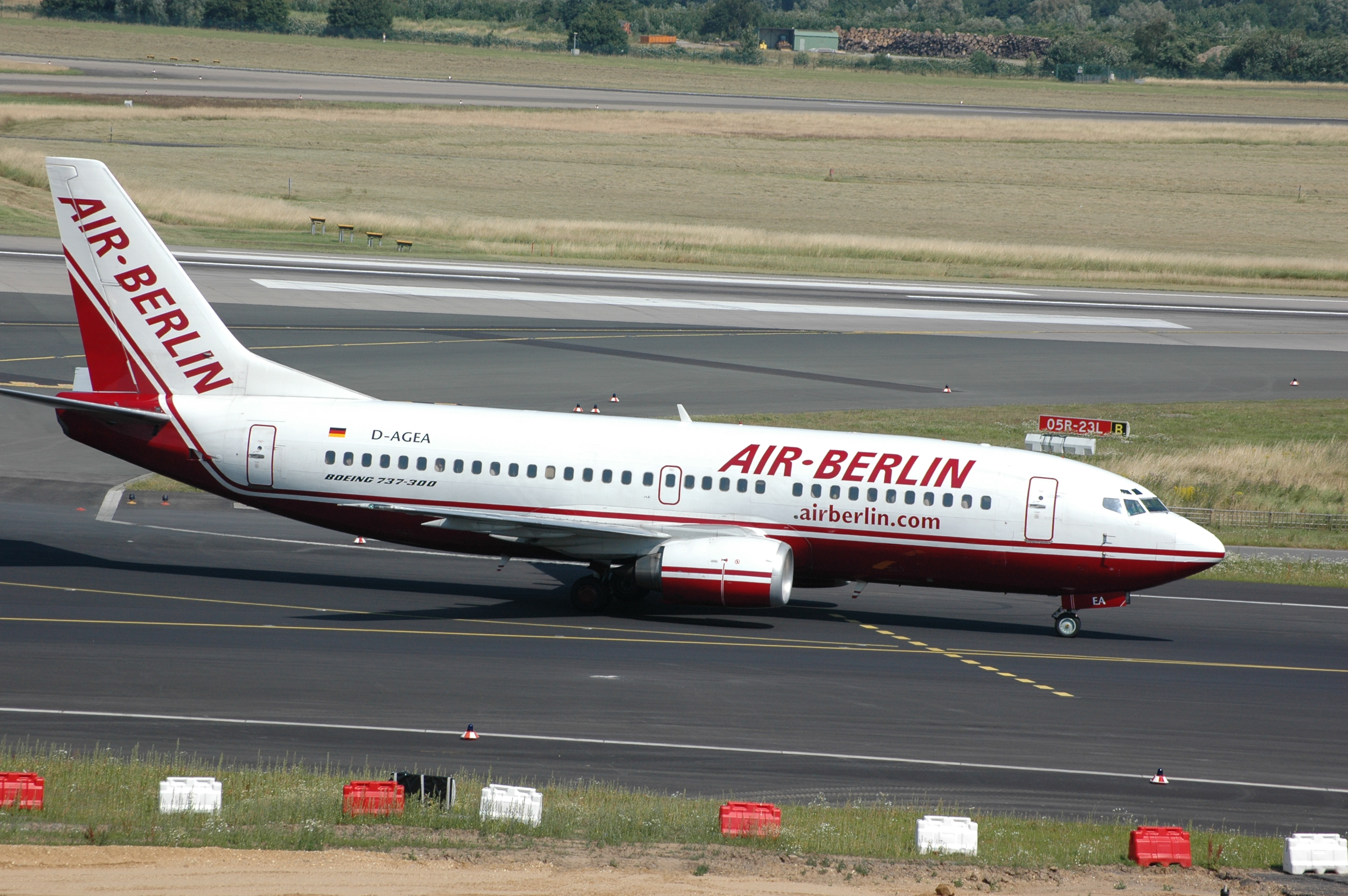
Un 737 ex DBA dopo la fusione in Air Berlin.

Nel febbraio 2006 Lutz Helmig comprò una quota di partecipazione del 25,1% della compagnia aerea attraverso la società Aton. Il 17 agosto 2006 giunse la notizia che Air Berlin aveva acquistato il 100% delle azioni di DBA. Le due compagnie aeree avrebbero operato con le loro identità, con DBA che sarebbe rimasta attiva come compagnia indipendente pur sotto l'egida di Air Berlin, ma in futuro sarebbe commercializzata come "Air Berlin (powered by dba)". Gli orari dei voli dell'inverno 2006 furono armonizzati e si predispose un programma comune per la stagione estiva 2007.
Ormai il destino dell'azienda sembrava avviarsi all'inevitabile conclusione: il 30 novembre 2008 la società madre Air Berlin interruppe l'attività di DBA, la inglobò senza colpo ferire e integrò velocemente gli aerei nella propria flotta.

## Flotta
Come Deutsche BA la compagnia aerea operava con i seguenti tipi di aeromobili in una livrea che rispecchiava quella di British Airways (cioè i cosiddetti "colours of the world"):
- Boeing 737-300
- Boeing 737-400
- Dornier 228
- Fokker 100
- Saab 2000
- Saab 340A